# Leroy Kelly
Leroy Kelly (* 20. Mai 1942 in Philadelphia, Pennsylvania, USA) ist ein ehemaliger US-amerikanischer American-Football-Spieler. Er spielte in der National Football League (NFL) bei den Cleveland Browns als Halfback.

## Jugend
Leroy Kelly besuchte in seiner Geburtsstadt die Highschool. In seiner Schule war er als Basketball- und Baseballspieler aktiv. In der Footballmannschaft spielte er als Quarterback, wurde aber auch auf verschiedenen anderen Positionen eingesetzt. In allen drei Sportarten wurde er von seiner Schule mehrfach aufgrund seiner sportlichen Leistungen ausgezeichnet.

## Spielerlaufbahn

### Collegekarriere
Leroy Kelly wollte zunächst einen handwerklichen Beruf ergreifen und hatte keine Ambitionen, seine Karriere als Footballspieler fortzusetzen. Die Morgan State University bot ihm an, halbtags zu studieren, und vermittelte ihm einen Arbeitsplatz. Kelly studierte in Baltimore von 1960 bis 1963. Vom Trainer der Footballmannschaft wurde er als Runningback eingesetzt, fand aber auch Einsatzzeit in der Defense der Mannschaft. Kelly wurde stellvertretender Mannschaftskapitän seines Teams und gewann mit seiner Mannschaft im Jahr 1962 die Ligameisterschaft. Im Jahr 1963 spielte er mit seiner Collegemannschaft im Orange Bowl Classic gegen die Mannschaft der Florida A&M University. Sein Team verlor mit 30:7. Er selbst wurde jedoch zum MVP des Spiels gewählt. Das Training der Collegemannschaft wurde regelmäßig von Spielern und Scouts der Baltimore Colts beobachtet. Insbesondere von den Spielern erhielt er immer wieder Ratschläge, wie er sein Spiel verbessern kann. Obwohl sich Buddy Young, Scout der Colts, bei den Vereinsverantwortlichen für eine Verpflichtung von Kelly aussprach, wurde sie abgelehnt. Kelly wog 85 kg und wurde von den Vereinsverantwortlichen als zu leicht betrachtet.

### Profikarriere
Kelly wurde im Jahr 1964 von den Cleveland Browns in der achten Runde an 110. Stelle gedraftet. Er erhielt einen Vertrag mit einem Jahressalär von 17.000 US-Dollar. Der Head Coach der Browns Blanton Collier ließ Kelly nur selten in der Offense der Mannschaft spielen. Jim Brown war Stammspieler auf der Position des Fullbacks und wurde von Collier als Ballträger beim Laufspiel eingesetzt. Da auch die Position des Halfbacks bereits besetzt war, musste sich Kelly zunächst mit der Rolle des Ersatzspielers zufriedengeben. Größere Einsatzzeit erhielt Kelly in den Special Teams der Mannschaft, wo er als Punt- und Kickoff-Returner Verwendung fand. 1964 konnte er als Rookie mit einem Puntreturn seinen ersten Touchdown erzielen. In diesem Jahr gewann er mit seiner Mannschaft die NFL-Meisterschaft. Im Endspiel wurde die Colts mit 27:0 geschlagen. Im folgenden Jahr scheiterten die Browns im NFL-Endspiel mit 23:12 an den Green Bay Packers.
Nach der Saison 1965 beendete Brown seine Laufbahn, um Schauspieler zu werden. Kelly wurde als Starter in der Offense eingesetzt. Er wurde zum wichtigsten Ballträger der Browns. In den nächsten drei Spieljahren stellte Kelly mehrere NFL Saisonbestleistungen auf. 1966 bis 1968 erzielte er die meisten Touchdowns mit Laufspiel, in den Jahren 1967 und 1968 erzielte er mit 1205 und 1239 Yards Raumgewinn zudem den Jahreshöchstwert. Die Browns blieben ein Spitzenteam in der NFL, obwohl sie keinen Titel mehr gewinnen konnten. 1968 scheiterten die Browns im NFL-Endspiel mit 34:0 an den Colts, 1969 folgte im Endspiel eine 27:7-Niederlage gegen die Minnesota Vikings. Kelly konnte sich in keinem der Spiele entscheidend in Szene setzen, ein Touchdown gelang ihm nicht.
1972 unterschrieb Kelly einen Zwei-Jahres-Vertrag bei den Browns, welcher ihm ein Jahreseinkommen von 80.000 US-Dollar einbrachte. Bedingt durch eine Knieverletzung ließ seine Effektivität im Jahr 1973 erheblich nach. Die Browns setzten ihn auf die Tradeliste und die Oakland Raiders sicherten sich die Rechte an Kelly, sahen aber letztendlich von einer Verpflichtung ab. Kelly unterschrieb dann einen Vertrag bei Chicago Fire, einer Mannschaft der World Football League (WFL). Nachdem die Mannschaft aus Chicago nach der Saison 1974 wegen finanzieller Probleme den Spielbetrieb einstellte, beendete Kelly seine Spielerlaufbahn und wechselte in den Trainerstab von Philadelphia Bell, einem weiteren Team der WFL. Die WFL ging nach der Saison 1975 in Konkurs und Kelly zog sich aus dem Footballsport zurück.

## Ehrungen
Leroy Kelly spielte sechsmal im Pro Bowl, dem Abschlussspiel der besten Spieler einer Saison. Er wurde fünfmal zum All-Pro nominiert. Kelly ist Mitglied im NFL 1960s All-Decade Team, in der Morgan State University Athletics Hall of Fame und in der Pro Football Hall of Fame. Im Jahr 1968 erhielt er den Bert Bell Award. Die Cleveland Browns ehren Leroy Kelly in ihrem Stadion auf dem Ring of Honor und haben ihn in die Honor Roll aufgenommen.